# Chapa Única por São Paulo Unido
Chapa Única por São Paulo Unido (CUSPU) foi uma legenda organizada pelas forças políticas paulistas tradicionais após a derrota militar da Revolução Constitucionalista em outubro de 1932, com o objetivo de concorrer às eleições de março de 1933 para a Assembléia Nacional Constituinte.
Desapareceu em julho de 1934, após a promulgação da Constituição brasileira de 1934 e a eleição de Getúlio Vargas.

## Eleições para a Constituinte
Confirmada a data de 3 de maio de 1933 para as eleições destinadas à formação da Assembléia Nacional Constituinte, o embaixador José Carlos de Macedo Soares, que, pelo facto de encontrar-se na Europa na ocasião, não tivera participação na Revolução Constitucionalista de 1932, assumiu o encargo de apaziguar os ânimos incandescidos entre São Paulo e o governo federal do Brasil, aproveitando a oportunidade do pleito para obter resultados favoráveis em sua missão de apaziguamento.
As principais lideranças paulistas, tanto do Partido Republicano Paulista quanto do Partido Democrático, encontravam-se no exílio, mas os dois partidos não haviam sido impedidos de funcionar legalmente. Os dois decidiram então somar suas forças e constituir uma relação de 22 candidatos, saídos de ambas as fileiras, que deveriam concorrer às eleições para Constituinte na legenda da Chapa Única por São Paulo Unido. Macedo Soares, na sua condição de mediador, encaminhou os nomes escolhidos à apreciação prévia de Vargas. A Chapa Única era composta de Plínio Correia de Oliveira, Alcântara Machado, Teotônio Monteiro de Barros, Oscar Rodrigues Alves, Antônio Augusto de Barros Penteado, Valdomiro Silveira, João Sampaio, Carlos de Morais Andrade, José de Almeida Camargo, Mário Whately, Abelardo Vergueiro César, Jorge Americano, Manuel Hipólito do Rego, José Ulpiano de Sousa, Cincinato Braga, Carlota Pereira de Queirós, José Carlos de Macedo Soares, José Manuel de Azevedo Marques, Antônio Carlos de Abreu Sodré, Henrique Bayma, José Joaquim Cardoso de Melo Neto e Rafael de Abreu Sampaio Vidal.
A campanha eleitoral não se desenrolou em ambiente de isenção e tranquilidade. Enquanto o general Daltro Filho, comandante da 2.ª Região Militar, sediada em São Paulo, acatava ordens do governo federal brasileiro no sentido de assegurar inteira liberdade de propaganda para os canditatos da Chapa Única, outro general, Valdomiro Lima, no exercício da interventoria paulista, punha a máquina estadual a serviço dos nomes indicados pelo Partido Socialista e pelo Partido da Lavoura, duas legendas adventícias que ele conseguira criar na presunção de que poderia desmantelar o sistema oligárquico, longamente preparado e fortemente consolidado. Apesar da falta de tradição política dos membros desses dois pequenos partidos, Valdomiro iria evitar que nas eleições de maio de 1933 a Chapa Única triunfasse por margem capaz de garantir a eleição integral de seus candidatos.
A 21 de junho de 1933, o desembargador Afonso José de Carvalho, presidente do Tribunal Regional da Justiça Eleitoral de São Paulo, proclamava os candidatos eleitos. O Partido Socialista Brasileiro elegeu Zoroastro Gouveia, Francisco Giraldes e Guaracy Silveira, enquanto o Partido da Lavoura conseguiu enviar para a Constituinte os deputados Teodolindo Castiglione e Celso Vieira. Desta forma, na lista da Chapa Única cinco candidatos não conseguiram se eleger, obtendo apenas uma suplência: José Manuel de Azevedo Marques, Antônio Carlos de Abreu Sodré, Henrique Bayma, José Joaquim Cardoso de Melo Neto e Rafael de Abreu Sampaio Vidal. Dos eleitos da Chapa Única, a grande maioria era perrepista, a exemplo de Alcântara Machado, Oscar Rodrigues Alves, João Sampaio, Mário Whately, Abelardo Vergueiro César, Hipólito do Rego, Cincinato Braga e Jorge Americano. Os demais dividiam-se entre democráticos, líderes católicos, sem partido e membros da Federação dos Voluntários.

## Atuação na Constituinte
Politicamente, os deputados da Chapa Única por São Paulo Unido não hostilizavam o governo de Vargas. Mas faziam questão de acentuar que não tinham nenhum compromisso no sentido de votar incondicionalmente com a situação. O que prevalecia, de modo fundamental, no comportamento da Chapa Única era exatamente o propósito de demonstrar que a tarefa da bancada paulista terminaria com a promulgação da Constituição.
Independente disso, no entanto, a Chapa Única paulista muitas vezes tomou posições políticas diante de problemas vitais e fortemente polêmicos. Combateu o dispositivo constitucional que reconhecia em Vargas o direito de ser candidato à presidência da República sem afastar-se do governo e foi obstinadamente contra a aprovação tácita dos atos do Governo Provisório, conforme viria estipular um dos artigos das disposições transitórias da Carta em preparo. O suplente Henrique Bayma, convocado para o exercício do mandato, censurou a excessiva centralização do Poder Judiciário. Almeida Camargo defendeu o direito de voto para os maiores de 18 e menores de 21 anos, desde que tivessem curso secundário completo. Toda a bancada pregou incessantemente a anistia para todos os perseguidos políticos, com alusão específica aos prejudicados em 1930 e 1932.
A Chapa Única defendeu com vigor a criação de quatro conselhos técnicos nacionais, a serem denominados Conselho Nacional de Economia, Conselho Nacional de Educação e Saúde, Conselho Nacional de Defesa e Conselho Nacional do Trabalho, cuja tarefa seria prestar assessoramento ao Poder Legislativo. Seus membros, enquanto estivessem à frente de suas funções, teriam imunidades equivalentes às que seriam concedidas aos deputados e senadores.
A Chapa Única funcionava, com sua assessoria especializada, num vasto salão do edifício Darke, defronte ao Teatro Municipal, no Rio de Janeiro. Ali, a bancada reunia-se, programava articulações políticas e punha em prática suas resoluções. Numa dessas reuniões, tendo em vista as eleições indiretas para a presidência da República marcadas para o dia 17 de julho de 1934, a bancada conferiu poderes ao deputado Cincinato Braga para articular um nome que, como candidato de oposição, pudesse fazer perigar a vitória de Vargas. Foram sondados Afrânio de Melo Franco e Raul Fernandes. Como estes recusassem a oferta paulista, a bancada insistiu na candidatura do próprio Cincinato, mas a indicação não alcançou maior ressonância.
Por último, a oposição decidiu concentrar-se em torno de Antônio Augusto Borges de Medeiros, que conseguiu aglutinar todos os adversários de Vargas. Entretanto, o chefe do Governo Provisório obteve 175 votos contra 59 dados a Borges de Medeiros, confinado em Recife pela sua participação na Revolução de 1932.
A 20 de julho, dia da posse constitucional de Vargas, todos os deputados da Chapa Única por São Paulo Unido, que haviam fretado uma composição especial da Central do Brasil, embarcam para São Paulo. No Rio ficaram apenas Barros Penteado, Macedo Soares e Vergueiro César. A bancada foi festivamente recebida na cidade de São Paulo, tendo à frente o interventor recentemente nomeado, Armando de Sales Oliveira, acompanhado de todo o secretariado. No dia seguinte, 21 de julho, Alcântara Machado, líder da Chapa Única por São Paulo Unido, reuniu todos os membros da bancada em seu escritório e declarou que a união paulistas realizara seus objetivos. De agora em diante, cada partido tomaria seu rumo.